# Bit City
Bit City je klikací videohra s prvky budovací strategie vyvinutá studiem+ NimbleBit. Byla vydána 13. března 2017 na iOS a Android. Hra dává hráčům za úkol vybudovat město, které se skládá z jednotlivých pozemků. Nachází se v ní též funkce podobné těm ve hře Egg, Inc, např. obchod s vylepšeními a prestiž.
Hra byla hráči přijata pozitivně. K 1. květnu 2023 měla na App Store hodnocení 4,6 a na Google Play měla 3,9.

## Hratelnost
Hráč má za úkol vybudovat město a dosáhnout cílové populace. Hra má přednastavené množství pozemků v každém městě, které mohou být buď malé, nebo velké. Když se hráč rozhodne jeden z pozemků koupit, je vyzván k vybrání jedné ze tří zón, a to obytné, obchodní, nebo zóny poskytující služby. Jakmile je na pozemku něco vybudováno, k populaci města je přičteno 1 000 obyvatel a každou sekundu hráč obdrží určitý počet herní měny. Mohou být také koupeny automobily, lodě a letadla, které někdy hráči dají herní měnu, nebo tzv. buxy, což je prémiová měna hry.
Každé město má vládní budovu, která hráči umožňuje vylepšit některé aspekty města. Vylepšení se mohou vztahovat jen na město, kde byly koupeny, nebo mohou být permanentní a vztahovat se na všechna města.
Hráč také může zvyšovat svou prestiž, což ho pošle zpět do prvního města s určitým počtem tzv. klíčů (každý zvyšuje příjmy města o 1 %). Všechen pokrok je resetován a hráči zůstanou jen buxy a permanentní vylepšení, jež zakoupil.

## Přijetí
| Agregátor  | Skóre  |
| ---------- | ------ |
| Metacritic | 70/100 |

| Udělil       | Skóre |
| ------------ | ----- |
| Gamezebo     | 4,5/5 |
| Pocket Gamer | 3,5/5 |
| 148Apps      | 3/5   |

Stránka Gamezebo udělila Bit City hodnocení 4,5 z 5 hvězdiček a vyzdvihla „optimistický, jazzový soundtrack“ a „obrovský výběr typů budov“. 148Apps udělilo 3 z 5 hvězdiček a pochválilo uživatelské rozhraní a soundtrack, ale uvedlo, že „v roce 2017 to přijde jako opravdu neinspirativní“, a že „to v žánru nenabízí nic nového“. Pocket Gamer udělilo 3,5 z 5 a uvedlo, že hra je „prázdná klikačka převlečená za SimCity“.